# جلين باردو
جلين باردو (بالإنجليزية: Glyn Pardoe)‏ هو لاعب كرة قدم بريطاني في مركز ظهير ‏، ولد في 1 يونيو 1946 في Winsford ‏ في المملكة المتحدة، وتوفي في 26 مايو 2020. شارك مع منتخب إنجلترا تحت 21 سنة لكرة القدم. أما مع النوادي، فقد لعب مع مانشستر سيتي.

## وصلات خارجية
- جلين باردو على موقع قاعدة بيانات كرة القدم.إي يو (الإنجليزية)
- جلين باردو على موقع عالم كرة القدم.نت (الإنجليزية)